# Phyllactis radiata
Phyllactis radiata är en havsanemonart som först beskrevs av Duchassaing de Fonbressin och Giovanni Michelotti 1860.  Phyllactis radiata ingår i släktet Phyllactis och familjen Actiniidae. Inga underarter finns listade i Catalogue of Life.